# Legge di Liebig
La legge di Liebig o legge del minimo è un principio di agronomia sviluppato da Carl Sprengel nel 1828 e reso popolare in seguito da Justus von Liebig. Esso afferma che la crescita è controllata non dall'ammontare totale delle risorse naturali disponibili, ma dalla disponibilità di quella più scarsa. Questo concetto venne applicato originariamente alla coltivazione delle piante o dei raccolti: si scoprì che l'aumento delle sostanze nutrienti già abbondantemente disponibili non migliorava la crescita. Solo l'aumento della somministrazione della sostanza nutriente più carente causava un miglioramento nel fattore di crescita delle piante o dei raccolti.

## Descrizione

Barile di Liebig

Liebig fu un chimico tedesco vissuto nel 1800, che studiò l’effetto che la carenza delle sostanze nutritive può avere sullo sviluppo delle piante. Scoprì che ciascun elemento nutritivo interagisce con gli altri per cui non svolge una funzione a sé stante, tant’è vero che se questo manca del tutto, impedisce alle altre combinazioni nutritive di produrre il loro effetto. Osservò ad esempio come la carenza di micronutrienti ad esempio il Ferro, il Boro, il Molibdeno, impediscono alle piante i processi fotosintetici o respiratori (ad esempio la manifestazione della clorosi ferrica).
Da questa osservazione Liebig capì che le sostanze essenziali, che sono disponibili in quantità vicine al minimo necessario, diventano fattori limitanti per la crescita degli organismi. Per spiegare la sua legge Liebig usò l'immagine di un barile, che in seguito venne chiamato barile di Liebig. Così come la capacità di un barile con doghe di lunghezza diversa è limitata dalla doga più corta, anche la crescita di una pianta è limitata dalla sostanza nutriente in quantità minore.
Ad esempio, la crescita di una pianta può dipendere da un numero diverso di fattori come la luce solare o minerali nutrienti (nitrati o fosfati). La disponibilità di tali fattori può variare in maniera tale che, in tempi differenti, uno di essi sia più limitato di altri. La Legge di Liebig afferma che la crescita avviene con la velocità permessa da quello più limitato. In condizioni di equilibrio stazionario, le sostanze essenziali disponibili in quantità prossime al minimo necessario tendono a divenire limitanti. Tuttavia i fattori possono interagire fra loro rendendo la risposta degli organismi più complessa.
L'equazione seguente indica che la crescita di una popolazione O è funzione del minimo di tre termini Michaelis-Menten che rappresentano le limitazioni di fattore I, N e P.
{\displaystyle {\frac {dO}{dt}}=\min \left({\frac {\mu _{I}I}{k_{I}+I}},{\frac {\mu _{N}N}{k_{N}+N}},{\frac {\mu _{P}P}{k_{P}+P}}\right)}
L'equazione è valida limitatamente a una situazione dove le condizioni sono stabili e le interazioni tra i fattori siano strettamente controllate.
La Legge di Liebig è stata estesa anche alle popolazioni biologiche ed è comunemente usata nei modelli di ecosistemi.